# Lugarocel

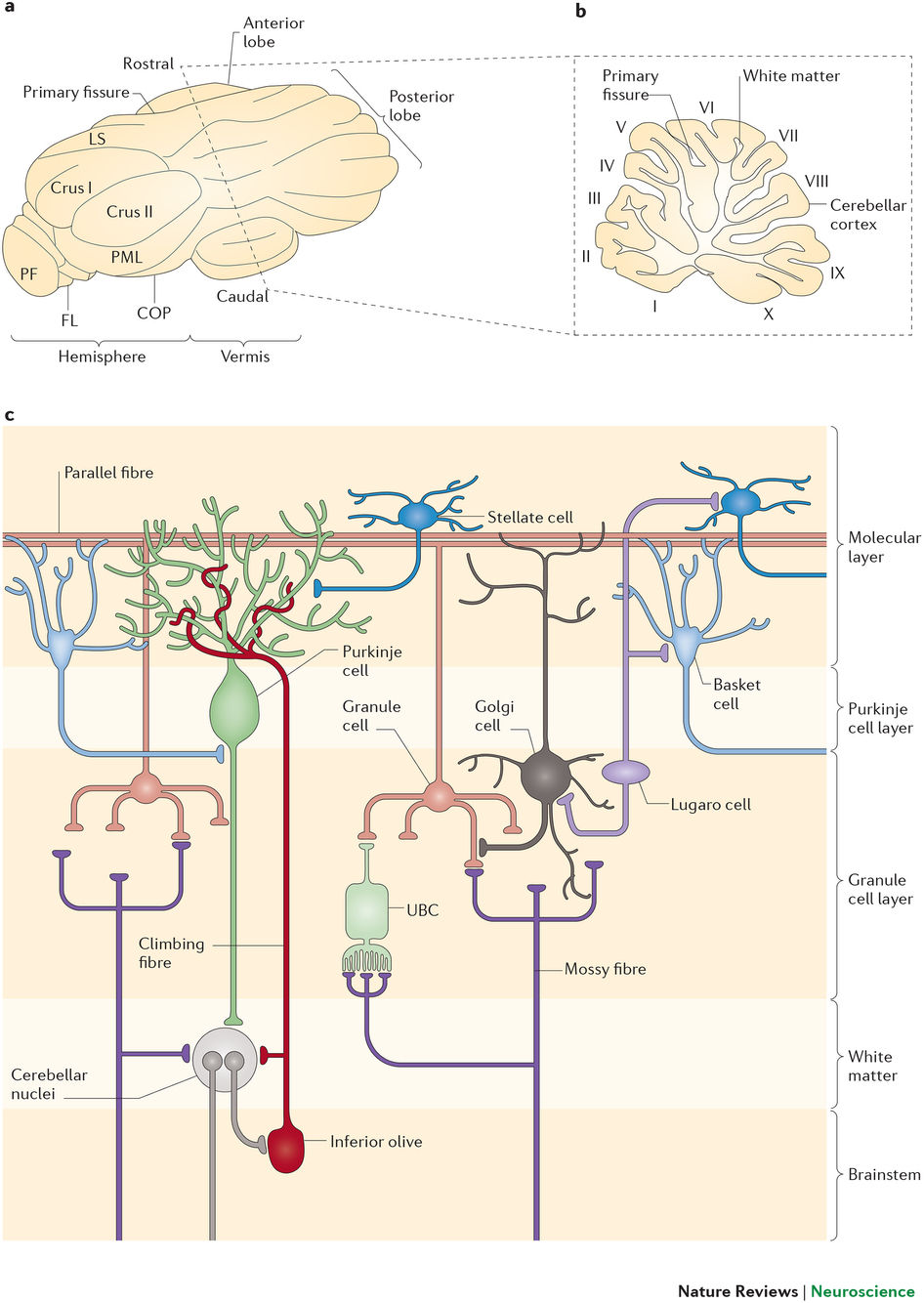
Cytoarchitecture van de kleine hersenen. Basket cell: korfcel.

Lugarocellen zijn sensorische interneuronen van de kleine hersenen met een remmende functie. Ze zijn spoelvormig en lopen aan beide uiteinden taps toe. Ze werden voor het eerst beschreven door Ernesto Lugaro in het begin van de 20e eeuw. Lugarocellen bevinden zich net onder de laag purkinjecellen, tussen de moleculaire laag en de granulaire laag. Ze hebben dikke hoofddendrieten die uit de tegenovergestelde polen van hun cellichamen komen. Deze dendrieten zijn erg lang en lopen langs de grens tussen de purkinjelaag en de granulaire laag. Ze lijken 5 tot 15 purkinjecellen in horizontale richting te raken. Ze kunnen ook stimuli in de buurt van de purkinjecellen waarnemen en hun dendrieten vormen een groot receptief gebied dat de omgeving in de buurt van de purkinjecellen in de gaten houdt. Terwijl hun dendrieten contact maken met de purkinjecellen, ontvangen ze ook signalen van takken van de purkinje-axonen, waardoor ze een bemonsterende en integrerende rol lijken te spelen.
De lugarocel speelt een belangrijke rol in de kleine hersenen en verbindt vele zenuwcellen in alle lagen van de hersenschors met elkaar. De cel verzamelt informatie van de axonen van de purkinjecellen en stuurt deze door naar de moleculaire en granulaire lagen van de kleine hersenen. De axonen van de Lugarocellen komen alleen in contact met remmende interneuronen, zoals de korf-, stellaat- en astrocyten (golgicellen). Het parallelle axon richt zich op stellaat- en korfcellen en het transversale axon richt zich op astrocyten.
Het axon van de lugarocel kan soms een bochtige omweg maken door de granulaire laag, voordat het zijn parallelle baan in de moleculaire laag aflegt. Het axon duikt door de granulaire laag, in de witte stof, voordat het omhoog gaat en eindigt op korf- of stellaatcellen in de moleculaire laag.
Soms eindigt het axon van de lugarocel ook op astrocyten in de granulaire laag, zonder weer omhoog te gaan naar de moleculaire laag, zodat de astrocyten het doelwit zijn. Volgens Dieudonne vormt de lugarocel een belangrijke input voor astrocyten en één lugarocel kan contact maken met maximaal honderd astrocyten. Lugarocellen worden selectief geactiveerd door serotonine.